# Echinospartum boissieri
Echinospartum boissieri là một loài thực vật có hoa trong họ Đậu. Loài này được (Spach) Rothm. miêu tả khoa học đầu tiên.

## Hình ảnh

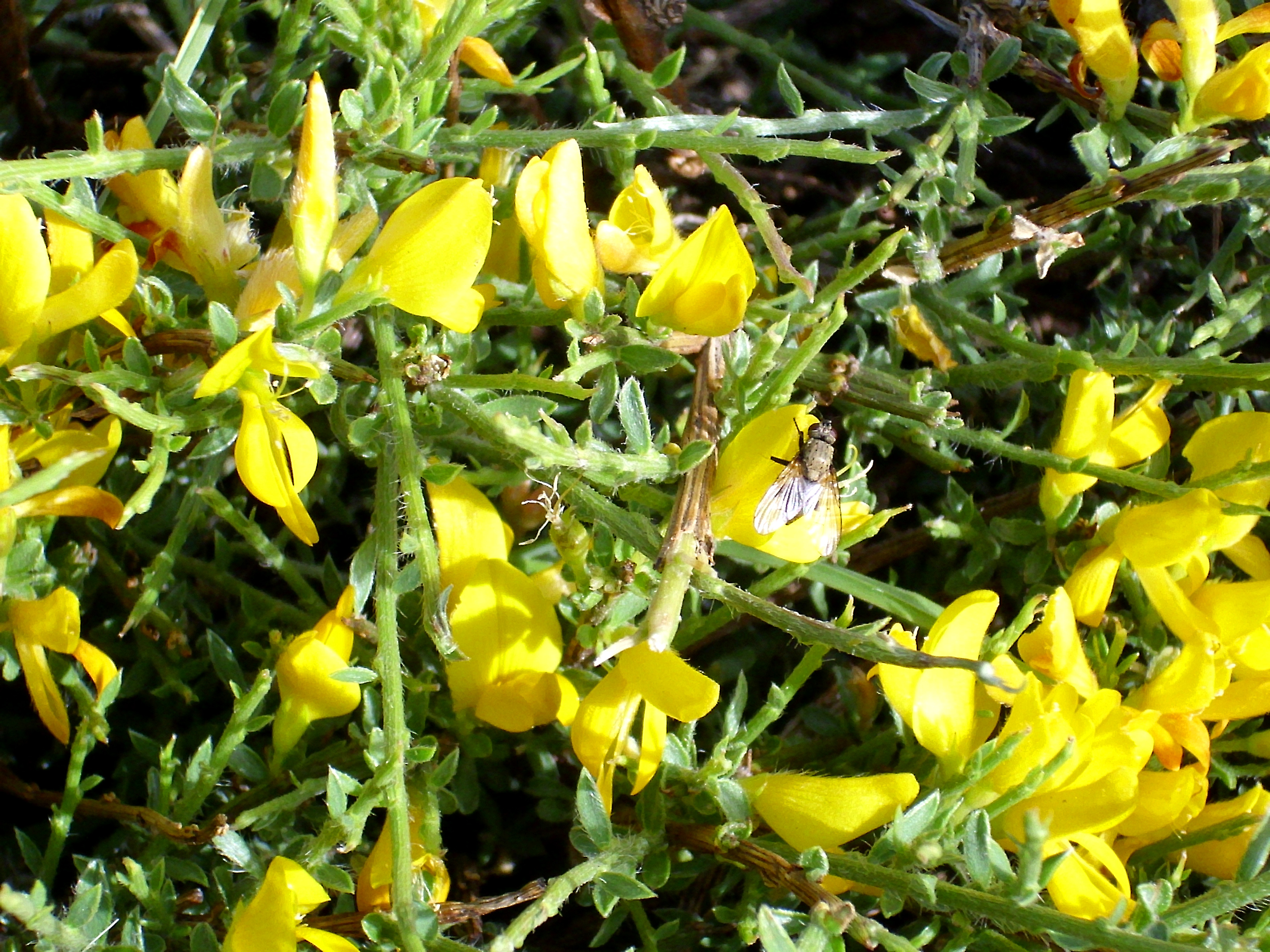